# 人生・春・横断
『人生・春・横断』（じんせい・はる・おうだん）は、1979年5月21日に発売された日本のフォークデュオ、ふきのとうの7thアルバム。

## 概要
- ヒットシングル「春雷」が収録されている。

- アルバム発売から2ヶ月後に「柿の実色した水曜日/青空」がシングルカットされた。

## 批評
『CDジャーナル』は、「お互いの個性を反映させながらも見事ひとつに融合させた一枚。」と批評した。

## 収録曲
| #         | タイトル                 | 作詞      | 作曲      | 編曲      | 時間  |
| --------- | ------------------------ | --------- | --------- | --------- | ----- |
| 1.        | 「OPENING」              |           | 山木康世  | 石川鷹彦  | 0:30  |
| 2.        | 「春雷」                 | 山木康世  | 山木康世  | 瀬尾一三  | 4:32  |
| 3.        | 「赤い傘」               | 細坪基佳  | 細坪基佳  | 石川鷹彦  | 3:45  |
| 4.        | 「まるで気まぐれ秋の風」 | 細坪基佳  | 細坪基佳  | 瀬尾一三  | 3:44  |
| 5.        | 「ば〜じにあ・すりむ」   | 細坪基佳  | 細坪基佳  | 瀬尾一三  | 4:25  |
| 6.        | 「ほととぎす」           | 山木康世  | 山木康世  | 石川鷹彦  | 5:24  |
| 合計時間: | 合計時間:                | 合計時間: | 合計時間: | 合計時間: | 22:20 |

| #         | タイトル               | 作詞       | 作曲      | 編曲      | 時間  |
| --------- | ---------------------- | ---------- | --------- | --------- | ----- |
| 7.        | 「柿の実色した水曜日」 | 山木康世   | 山木康世  | 瀬尾一三  | 3:40  |
| 8.        | 「おまえと生きる」     | 山木康世   | 山木康世  | 石川鷹彦  | 4:23  |
| 9.        | 「風を見ていた安兵衛」 | 山木康世   | 山木康世  | 石川鷹彦  | 3:56  |
| 10.       | 「沫雪」               | 細坪基佳   | 細坪基佳  | 瀬尾一三  | 4:36  |
| 11.       | 「青空」               | 細坪基佳   | 細坪基佳  | 瀬尾一三  | 5:20  |
| 12.       | 「CLOSING」            | ふきのとう | 山木康世  | 石川鷹彦  | 2:11  |
| 合計時間: | 合計時間:              | 合計時間:  | 合計時間: | 合計時間: | 24:06 |

## 曲解説

### A面
1. OPENING
2. 春雷
先行シングル曲。
3. 赤い傘
4. まるで気まぐれ秋の風
5. ば〜じにあ・すりむ
「春雷」のB面（カップリング曲）。
6. ほととぎす

### B面
1. 柿の実色した水曜日
後に、シングルカットされた。
2. おまえと生きる
3. 風を見ていた安兵衛
4. 沫雪
5. 青空
「柿の実色した水曜日/青空」と両A面。
6. CLOSING

## 参加ミュージシャン
ふきのとう
- Vocal, Ac. Guitar, Chorus, Whistle：山木康世
- Vocal, Ac. Guitar, Chorus, Clap Hand：細坪基佳
  - Drums：田中清司・島村英二・松本亮
  - E.Bass：後藤次利・武部秀明・長岡道夫・平野融
  - E.Piano, Ac. Piano, Cembalo：渋井博
  - E.Piano, Ac. Piano, Cembalo, Mini Moog, Hammond Organ：田代真紀子
  - Solina, Hammond Organ：江夏健二
  - E.Guitar, Ac. Guitar：矢島賢
  - E.Guitar：水谷公生・徳武弘文・芳野藤丸・角田順
  - Ac. Guitar, Flat Mandolin：吉川忠英
  - Ac. Guitar：安田裕美・笛吹利明
  - Latin Percussion：鳴島英治・ペッカー・川原直美
  - Timpani, Vibraphone：金山功
  - Quena：小出道也
  - Steel Guitar：大江俊幸
  - Hone：起田某
  - Recorder：篠原猛・小山岳・藤山明
  - Clap Hand：小山田義根・前島裕一
  - Strings：TOMATO・多野アンサンブル
    - Arp Omni2, Chorus：瀬尾一三
    - Ac. Guitar, DobroAc. Guitar, Flat Mandolin, Banjo, Auto Harp, Arp Synthesizer, Solina, Tambourine, Clap Hand, Chorus：石川鷹彦